# Plasto

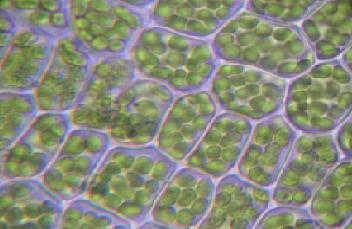
Células vegetales con cloroplastos visibles.

Los plastos, plástidos o plastidios son orgánulos celulares eucarióticos (de la célula vegetal), propios de las plantas y algas. Su función principal es la producción y almacenamiento de importantes compuestos químicos usados por la célula. Así, juegan un papel importante en los procesos como la fotosíntesis, la síntesis de lípidos y aminoácidos, determinando el color de frutas y flores, entre otras funciones.
Hay dos tipos de plastos claramente diferenciados, según la estructura de sus membranas: los plastos primarios, que se encuentran en la mayoría de las plantas y algas; y plastos secundarios, más complejos, que se encuentran en el plancton.

## Características
Los plastos primarios son propios de una rama evolutiva que incluye a las algas rojas, las algas verdes y las plantas. Existen plastos secundarios que han sido adquiridos por endosimbiosis por otras estirpes evolutivas y que son formas modificadas de células eucarióticas plastidiadas. 
Los plastos de las plantas se presentan como orgánulos relativamente grandes, de forma elipsoidal, y generalmente numerosos. En un milímetro cuadrado de sección de una hoja, pueden existir más de 500 000 cloroplastos. En protistas son a menudo estructuras singulares, que se extienden más o menos extensamente por el citoplasma. Se encuentran limitados del resto del citoplasma por dos membranas estructuralmente distintas. A menudo están coloreados por pigmentos de carácter liposoluble. Al igual que las mitocondrias, poseen ADN circular y desnudo.
Los plastos de los diversos grupos eucarióticos son notablemente dispares. Los que aparecen en las plantas ofrecen una referencia adecuada. 
Aparecen delimitados por la envoltura plastidial, formada por dos membranas, la membrana plastidial externa y la membrana plastidial interna. El espacio entre ambas, llamado espacio intraplastidial, tiene una composición diferenciada y es homólogo del espacio periplasmático de las bacterias. 

Esquema de cloroplasto.

El espacio interior del cloroplasto, el estroma, contiene vesículas aplastadas llamadas tilacoides, cuyo lumen o cavidad interior se continúa a veces con el espacio periplastidial, sobre todo en los cloroplastos juveniles (proplastidios). Los tilacoides, que se extienden más o menos paralelos, forman localmente apilamientos llamados grana (plural neutro latino de granum). De las membranas de los tilacoides forman parte los fotosistemas, complejos de proteínas y pigmentos, responsables de la fase lumínica de la fotosíntesis.
Los procesos de la fase oscura de la fotosíntesis, con la fijación del carbono (ciclo de Calvin) ocurren en disolución en el estroma, aprovechando la energía fijada como ATP en los tilacoides durante la fase lumínica. 
En el estroma reside el ADN plastidial, una versión reducida del cromosoma bacteriano del que procede portador de un catálogo limitado de genes. Como es común en bacterias, el plasto verde presenta su ADN en forma de un único cromosoma circular. La información genética del cromosoma plastidial dirige la formación de un número limitado de proteínas, el resto son importadas del citoplasma. Para la síntesis proteica el plasto cuenta con sus propios ribosomas que son, lógicamente, del tipo procariótico (bacteriano). Los plastos se multiplican por bipartición, una vez duplicado el ADN plastidial. 
En las células de las plantas los cloroplastos se desplazan y se orientan cada vez de la forma más adecuada para la captación de la luz.

## Función
Los plastos, plástidos o plastidios son orgánulos celulares eucarióticos, propios de las plantas y algas.  Su principal función es la producción y almacenamiento de importantes compuestos químicos usados por la célula

## Estructura de membrana
Estructura de sus membranas: los plastos primarios, que se encuentran en la mayoría de las plantas y algas; y plastos secundarios, más complejos, que se encuentran en el plancton.

## Tipos de plastidios

Tipos de plástidos, o plastos.

- Cloroplastos (generalmente en las células de plantas y algas). Realizan la fotosíntesis. Los cloroplastos son los orgánulos celulares que en los organismos eucariontes fotosintetizadores se ocupan de la fotosíntesis. Están limitados por una envoltura formada por dos membranas concéntricas y contienen vesículas, los tilacoides, donde se encuentran organizados los pigmentos y demás moléculas que convierten la energía lumínica en energía química.

- Cromoplastos (sólo en las células de plantas y algas). Sintetizan y almacenan pigmentos. Su presencia en las plantas determina el color rojo, anaranjado o amarillo de algunas frutas, hortalizas y flores. El color de los cromoplastos se debe a la presencia de ciertos pigmentos; como los carotenos, de color rojo y las xantofilas, de color amarillo. Por ejemplo, el tomate y las zanahorias contienen muchos pigmentos carotenoides.

- Leucoplastos: Estos plastos son blancos y se localizan en las células vegetales de órganos no expuestos a la luz, tales como raíces, tubérculos, semillas y órganos que almacenan almidón.

## Desarrollo y reproducción
Los plastos se multiplican por bipartición. Crecen junto con las células meristemáticas. En su desarrollo, mediante invaginaciones de la membrana interna, los plastos adquieren una gran superficie. En esta superficie interna, los pigmentos fotosintetizadores se sitúan de forma ordenada. En la oscuridad los protoplastos de los vegetales se pueden transformar en estructuras cristalinas llamadas etioplastos, que por el efecto de la luz, pueden a su vez transformarse en plastos fotosintéticamente activos. Los plastos que están dañados o que son seniles presentan a menudo en su interior gotas de lípidos, conocidas con el nombre de plastoglóbulos.
En la reproducción sexual de los organismos, los plastidios se transmiten mediante los gametos, en muchos casos a través del gameto femenino. El ADN de los plastos es específico y se denomina ADN plastidial, y se diferencia del ADN nuclear por la relación entre las bases y grosor. El ADN plastidial es un filamento doble y circular que se replica por una ADN-plastidial-polimerasa específica, y también existe una ARN-plastidial-polimerasa específica para la transcripción. Una parte de las proteínas del plasto se sintetiza a partir del ADN plastidial de 40 nm de longitud, y otra parte del ADN nuclear. Los genes de los plastos forman el plastoma, mientras que el conjunto de plastos de una célula se llama plastidoma. Los ribosomas de los plastos son más pequeños que los del citoplasma, con una velocidad de sedimentación de 70s. Estos ribosomas plastidiales son parecidos a los de los procariotas. En las bacterias fotosintéticas y en las cianobacterias los pigmentos fotosintéticos no se sitúan en orgánulos especiales, sino en cromatoplastos, cuya estructura es parecida a los tilacoides de los plastos de las células eucarióticas.

## Origen
Se cree que el origen evolutivo de los plastos se encuentra asociado a una endosimbiosis entre una cianobacteria próxima a géneros actuales como Synechococcus o Nostoc, con un protista heterótrofo flagelado del que derivan las algas verdes, los glaucocistófitos y las algas rojas. Distinguimos dos tipos de plastos por su origen:
- Plastos primarios. Derivan directamente de la simbiosis de una cianobacteria dentro de un flagelado unicelular. De este último deriva los grupos que portan plastos primarios: las algas rojas, las algas verdes y las plantas terrestres, que evolucionaron a partir de algas verdes de agua dulce. La versión más «primitiva» de este orgánulo puede verse todavía en las cianelas de los glaucocistófitos, algas unicelulares en cuyo plasto se conservan restos de la pared celular de las bacterias.
- Plastos secundarios. Se trata de que algas eucarióticas unicelulares han sido asimiladas, en un proceso de endosimbiosis secundaria, por otro eucarionte. Este caso se ha repetido muchas veces en la evolución y el resultado es la inmensa diversidad de los plastos de las algas. El simbionte ha sido algunas veces un alga verde (p.ej. en Chlorarachniophyta), pero son más frecuentes los derivados de un alga roja. En algunos casos se conserva reconocible el núcleo eucariótico del simbionte, al que se llama nucleomorfo. Estos plastos de origen secundario suelen tener envolturas complejas con tres o más membranas, alguna derivada de la membrana plasmática del alga roja, y a veces con un recubrimiento de retículo endoplasmático. Los plastos de las algas pardas, las diatomeas y otros grupos relacionados (Chromophyta) se originaron de esta manera.

Existen pruebas de simbiosis terciarias y aún más complejas, en las que un alga portadora de un plasto secundario se ha convertido a su vez en simbionte para otro protista. La máxima diversidad y complejidad de casos se observa en el filo dinoflagelados.
Son orgánulos característicos de las células eucarióticas vegetales. Sus tamaños pueden variar, están envueltos por una doble membrana que a la vez lo delimita y tienen ribosomas semejantes a los de los procariotas.
Se forman a partir de proplastos, que son los plástidos de células jóvenes. 
Se caracterizan por tener microgotas de lípidos y por poseer material genético propio.

## Clasificación
Los plastos pueden clasificarse según su ubicación, en proplástidos, amiloplastos y cromoplastos.
- Los proplástidos contienen gránulos de almidón y en células de las hojas jóvenes, dan lugar a cloroplastos.
- Los amiloplastos se encuentran en tejidos vegetales de almacenamiento y están repletos de gránulos de almidón. Se los relaciona con el crecimiento orientado de las raíces.
- Los cromoplastos contienen pigmentos amarillos, anaranjados y rojos llamados carotenoides. Son los responsables del color de las flores y frutos y se desarrollan a partir de cloroplastos cuya clorofila se ha degradado a carotenoides.

Adicionalmente, se pueden clasificar en:

### Incoloros o leucoplastos
Son vacuolas limitadas por dos membranas (dos unidades de membrana). Su función es el almacenamiento de sustancias de reserva:
- almidón, en amiloplastos;
- aceites (lípidos), en oleoplastos o elaioplastos;
- proteínas, en proteoplastos o troteínoplastos.

### Cromoplastos
Son vacuolas limitadas por dos membranas (dos unidades de membranas) que contienen diversos tipos de pigmentos. Los cromoplastos pueden ser:
- Fotosintéticamente activo;

- Cloroplastos (pigmento clorofila, principal flores, frutos y otras partes del vegetal). No presentan actividad metabólica y su función parece estar ligada a la polinización y a la dispersión de frutos.

## Asimilación endosimbiótica de organismos con plastos
En este aspecto, destacan:
- Hatena, un protista heterótrofo el cual se comporta como un depredador que ingiere algas verdes; las que luego de ser digeridas, las algas pierden sus flagelos y citoesqueleto; mientras que el protista, ahora un anfitrión, conserva el resto de la célula con los plastos, y adquiere nutrición fotosintética, y fototaxia.

- Elysia chlorotica, una especie de molusco, utiliza la cleptoplastia para asimilar los cloroplastos de las algas que consume, de este modo puede procurarse alimento gracias a la fotosíntesis cuando escasean ejemplares de las algas que consume.